# Rin Grand Hotel
Rin Grand Hotel i Bukarest, Rumänien är med sina 1 459 rum Europas näst största hotell, efter Izmailovo Hotel (5000 rum) och Cosmos Hotel (1777 rum) i Moskva, Citywest Hotel (1714 rum) i Dublin och Royal National Hotel (1630 rum) i London.
Hotellet är fyrstjärnigt, 15 våningar högt och Rumäniens enda hotell med helikopterflygplats.